# Javier Borrego Adame
Francisco Javier Borrego Adame (Francisco I. Madero, Coahuila, 27 de diciembre de 1954) es un empresario y político mexicano, miembro del partido Movimiento Regeneración Nacional (Morena). Es diputado federal desde 2018.

## Biografía
Tiene estudios de carrera comercial como auxiliar contable. Desde 1970 es director general de Autotransportes Grupo JB, compañía de transportes de su propiedad.
Por su actividad empresarial en el autotransporte, es miembro de la Confederación Nacional de Transportistas Mexicanos, A.C. (CONATRAM); agrupación en la que ha ocupado los siguientes cargos: presidente y delegado en 1995, presidente nacional de Cartera Vencida de 1995 a 1996, secretario de Organización de 2008 a 2011, vicepresidente de la Zona Norte de 2012 a 2014, y este último año, presidente de la comisión nacional de seguridad. Además de 2007 a 2008 fue presidente de la Comisión Nacional de Regulación del Transporte.
En 2018 fue postulado como candidato a diputado federal por la coalición Juntos Haremos Historia por el Distrito 2 de Coahuila. Resultó elegido a la LXIV Legislatura que concluyó en 2021, en esta legislatura fue secretario de la comisión de Comunicaciones y Transportes; e integrante de las comisiones de Ganadería; y, de Recursos Hidráulicos, Agua Potable y Saneamiento. En 2021 ganó su reelección por el mismo distrito a la LXV Legislatura que concluirá en 2024, y en la que es secretario de las comisiones de Bienestar; de Infraestructura; y, de Comunicaciones y Transportes; así como integrante de las comisiones de Ganadería; de Recursos Hidráulicos, Agua Potable y Saneamiento; y, de Protección Civil y Prevención de Desastres.